# Flujo piroclástico

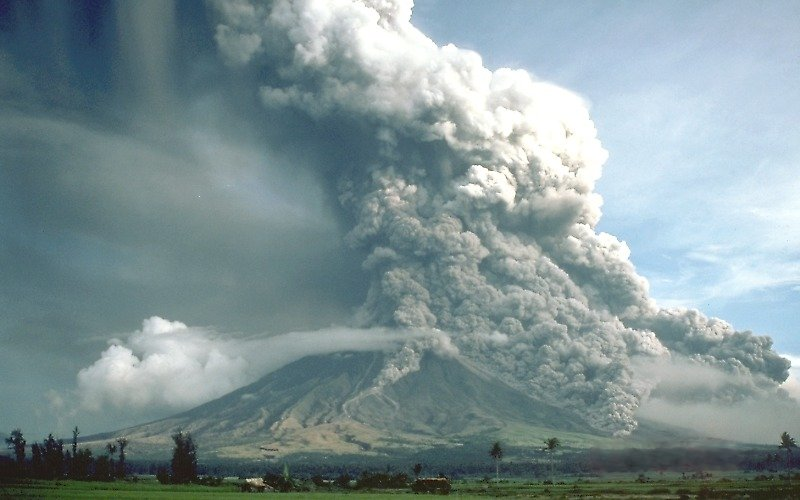
Coladas piroclásticas bajando por las laderas del volcán Mayon, en Filipinas, durante su erupción del año 1984.

Se denomina flujo piroclástico, colada piroclástica, nube piroclástica o corriente de densidad piroclástica a una mezcla de gases volcánicos calientes, materiales sólidos calientes y aire atrapado, que se mueve a nivel del suelo y resulta de ciertos tipos de erupciones volcánicas. La velocidad de las coladas piroclásticas puede ser tan lenta como 10-30 km/h o llegar a los 700km/h. Las coladas piroclásticas pueden ser letales debido a su movimiento veloz y altas temperaturas de entre 400 °C a 1075 °C.
Si la colada piroclástica es muy enérgica y diluida se denomina oleada piroclástica; estas se atienen menos a la topografía que las comunes, pudiendo subir y bajar valles y cerros. Existen dos tipos de oleadas piroclásticas: las calientes y las frías, según tengan más o menos de 700 a 1200 °C de temperatura.

## Dinámica

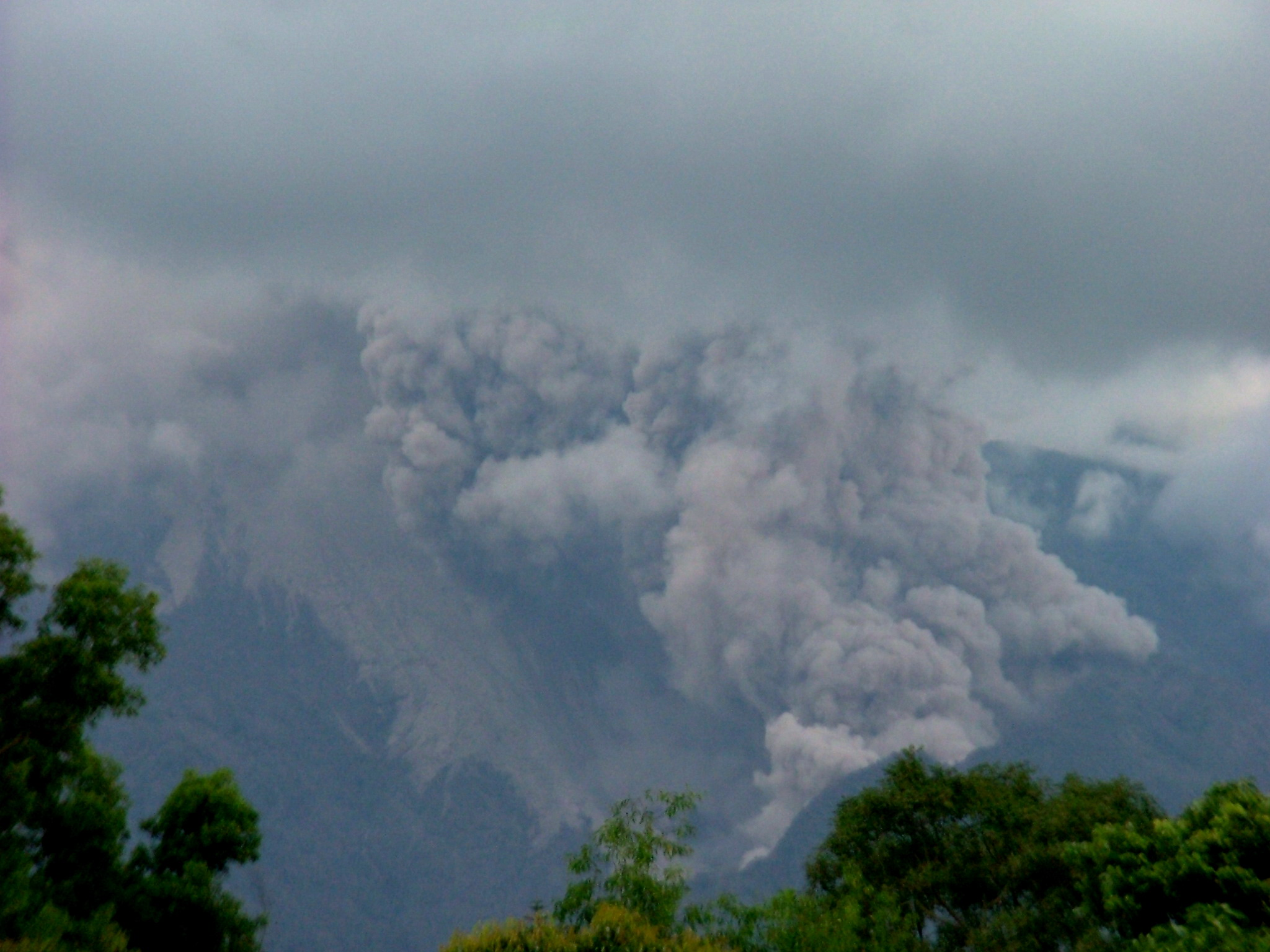
Colada piroclástica ocurrida en 2006 el monte Merapi, en Indonesia

### Erupciones que los originan
Son varios los tipos de erupciones volcánicas que pueden dar origen a coladas piroclásticas. Los elementos comunes de las erupciones que conducen a ellas se pueden enumerar en: el escape de presión en cuerpos de magma cerca de la superficie, la exsolución de gases volcánicos, la rápida mezcla de gases con fragmentos de roca, la puesta en moción del aire alrededor y el movimiento cuesta abajo producto de la gravedad.
El colapso de un domo de lava, de la ladera de un volcán o de una columna eruptiva, la sobreebullición (boil-over en inglés) de gases y partículas suspendidas y la explosión de un criptodomo son todas causas que generan coladas piroclásticas durante las erupciones volcánicas.

### Movimiento y temperaturas

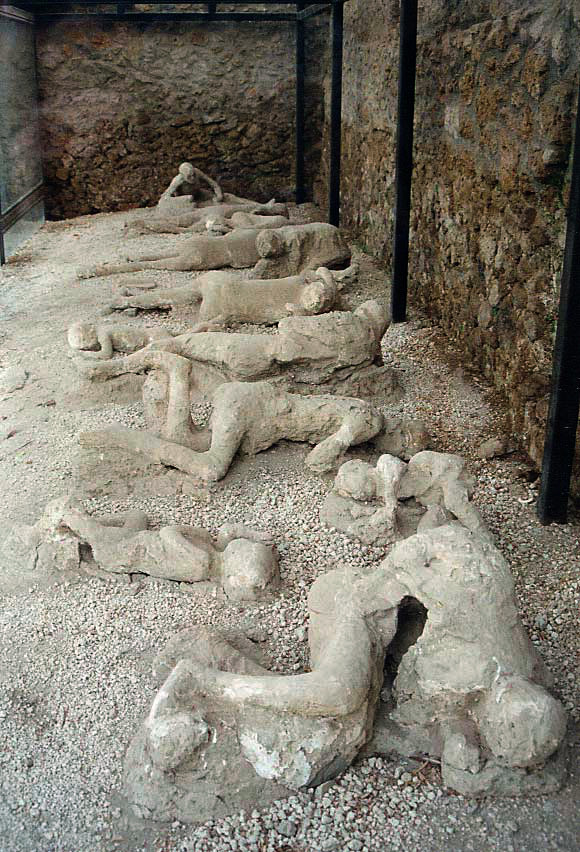
Restos humanos de la ciudad de Pompeya, alcanzados por una oleada piroclástica

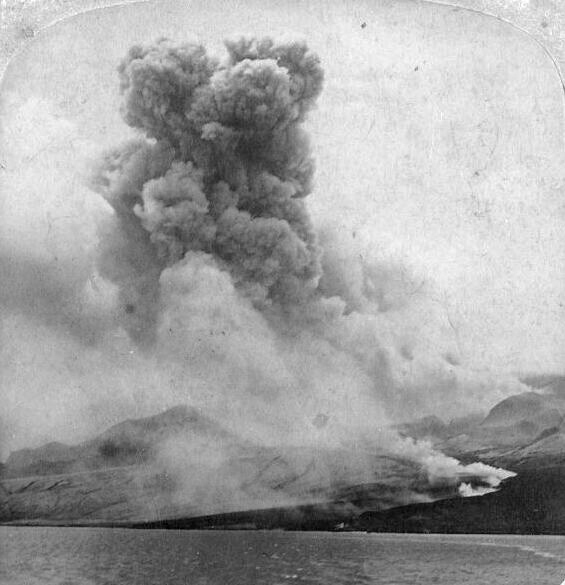
6 de junio de 1902. La Martinica, el flujo piroclástico tipo oleada del volcán Mont Peleé avanza sobre Saint Pierre.

Las coladas piroclásticas obtienen su movimiento de la gravedad o de la explosión lateral de un volcán, como sucedió con el Monte Santa Helena en 1980. Aunque coladas piroclásticas menores pueden tener velocidades de 10 a 30 km/h a menudo exceden los 100 km/h pudiendo, si son más grandes, llegar a los 200-700 km/h. La naturaleza fluida de las coladas piroclásticas se debe a la turbulencia interna de sus gases. Las coladas generalmente se mueven cuesta abajo pero pueden ir contra pendientes si su velocidad es lo suficientemente alta.
Las temperaturas de las coladas piroclásticas varían. Para las coladas del monte Pelée se han estimado temperaturas iniciales de 1075 °C[cita requerida], para las del Pinatubo, 750 °C, y para el monte Santa Helena, 350 °C. La mayoría de las coladas piroclásticas constan de dos partes: una parte basal de material grueso y una nube turbulenta con material fino que puede depositarse a sotavento de la parte basal.
En el caso de la Erupción del Vesubio en 79, las velocidades y temperaturas para el caso de la ciudad de Herculano fue de 700 °C iniciales para bajar a 300-500 °C en las zonas más cercanas al puerto y una velocidad de 700 km/h por lo que su efecto fue instantáneo para sus moradores. 
Para Pompeya, las temperaturas y velocidad del flujo piroclástico fueron menores a 200 °C, pero con un tiempo de permanencia de 10-20 minutos donde la ceniza fina suspendida en el aire fue un factor determinante para la mortalidad de sus moradores.
Testimonios de la erupción de 1883 del volcán Krakatoa y experimentos científicos evidencian que las coladas piroclásticas tienen la capacidad de cruzar grandes espacios de agua. En esta erupción, una colada piroclástica llegó a cruzar el estrecho de la Sonda hasta la isla de Sumatra que está a 48 km del volcán Krakatoa.
En 1902 se produjo la  erupción del volcán Mont Peleé que mató a 29.933 personas de Saint Pierre y alrededores, la temperatura del flujo fue de 400-600 °C y velocidad de entre 300-500 km/h, la nube piroclástica avanzó sobre el agua y alcanzó varios barcos.

### Nube Fénix
Algunas coladas piroclásticas, tras deshacerse de las partículas finas, pueden alzarse por convección hacia el cielo formando lo que se llama una nube fénix o co-ignimbrita.

## Rocas y depósitos de coladas piroclásticas

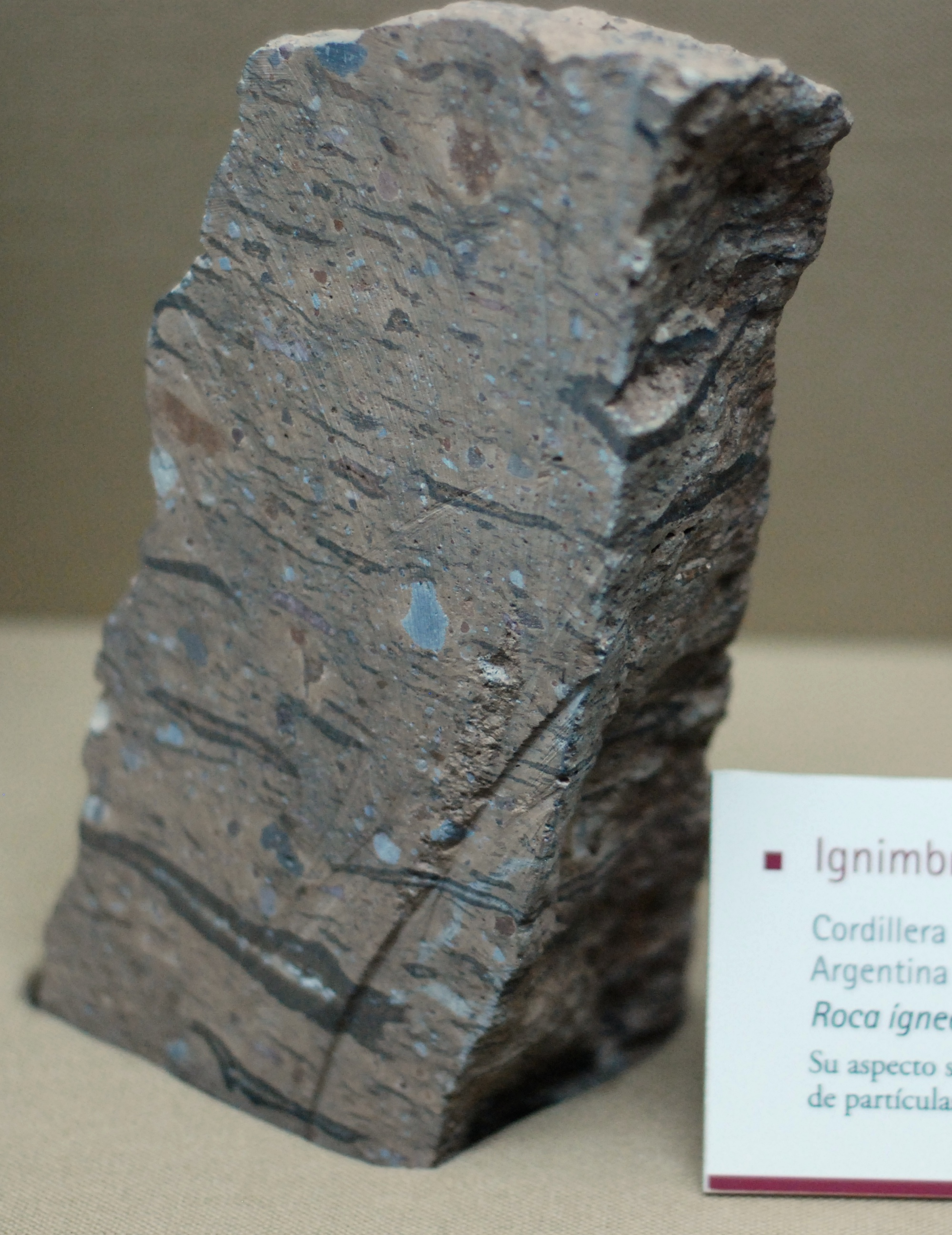
Ignimbrita exhibida en el Museo de La Plata. Su aspecto señala una colada caliente de partículas volcánicas y gases. Cordillera frontal de San Juan, en Argentina.

Existen principalmente dos tipos de depósitos de coladas piroclásticas: los que se originan a partir de una colada piroclástica propiamente y los que provienen de oleadas piroclásticas. Los primeros son de carácter masivo y de fragmentación heterométrica; los segundos tienen una clasificación de partículas más acusada, con elementos más finos y mayor estratificación. En los grandes depósitos se puede hacer la distinción de unidades de colada y unidades de enfriamiento.
Los depósitos de colada piroclástica compuestos de ceniza volcánica y lapilli pumiceo, ambos revueltos, se conocen como ignimbritas.